# M4 Sherman
M4 Sherman je bio glavni američki tenk tijekom Drugom svjetskog rata.

### Nastanak
Osnova ovoga tenka je dizajn njegovog prethodnika M3 Lee koji je bio procijenjen nezadovoljavajućim početkom drugog svjetskog rata. Jedina konkretna razlika između ova dva tenka je bila upotreba dva topa u M3 što je procijenjeno kao nepraktično rješenje koje je zamijenjeno klasičnom kupolom kakvu su imali svi tada moderni tenkovi. To na kraju nije otklonilo sve greške dizajna koje se mogu najbolje uočiti ako se usporediti slika Panzer III ili Panzer IV tenka sa Shermanom. On je jednostavno bio previsok tenk što je za posljedicu imalo rano otkrivanje njegove pozicije u sukobu s protivnikom.
Pozitivna stvar nastanka Shermana na taj način u ratno doba je bila mogućnost njegove proizvodnje u tvornicama od M3 pri čemu se uštedjelo mnogo vremena koje bi bilo izgubljeno u gradnji novih tvornica ili prenamjeni starih. Prvi primjerci ovog tenka su tako izašli iz tvornica već u veljači 1942.

## Bojna uporaba
Početno oduševljenje amerikanaca i britanaca pojavom ovog tenka koji u vrijeme svog izlaska iz tvornica predstavlja značajno poboljšanje prijašnjih modela splašnjava odmah po izlasku na bojno polje. Realno očekivanje od novog modela svakog tenka koji se prvi put pojavljuje na bojištu je da on bude bolji od najmodernijih protivničkih modela je bilo razočarano već u njegovoj prvoj bitci 1942. godine kada su ga Britanci koristili protiv Njemačke kod El Alameina. Već tada je postalo primjetno da je Sherman bolji od svih talijanskih tenkova i Panzer III, a pri susretu s tenkom Panzer IV ishod je ovisio o uvježbanosti posade tenka. Zbog duljeg ratnog iskustva njemačke posade su bile u velikoj prednosti. 
Zbog lake zapaljivosti, američki vojnici su Shermanu koji je bio njihov glavni tenk dali nadimak upaljač po tada popularnoj reklami za upaljač koja je glasila: "upali iz prve prvi i svaki sljedeći put". Nijemci su mu dali nadimak "Peć za Tommyija". Istiniti nadimak s kojom bi se obje strane složile je onaj koji se počeo upotrebljavat nakon rata. On glasi "smrtonosna klopka".
Razlog za to je bila njegova greška u konstrukciji koja bi dovodila do zapaljenja streljiva koje nije bilo zaštićeno u mokrim spremnicima (spremnici za streljivo okruženi vodom) što je rezultiralo u zapaljenju na 60% pogođenih tenkova. S uvođenjem mokrih spremnika isprava drastična pada broj zapaljenja na samo 10%, ali zbog odluke da se radi laše logistike u tenkove stavlja dodatno streljivo izvan mokrih spremnika postotak ponovno raste.
Za realno prikazivanje efikasnosti M4 Shermana u bitci najbolje nam mogu poslužiti javnosti dostupni podaci od američke 3. oklopne divizije . Početni broj tenkova Sherman s kojima ova jedinica dolazi 1944. godine u Europe je 232. Tijekom razdoblja kraćeg od deset mjeseci njoj je potpuno uništeno 633 tenka, dok je još 1306 Shermana bilo nakratko izbačeno iz borbe i poslano u pozadinu na popravke. Ako se zabavimo kratkim proračunom dolazimo da je svaki od 232 početna Shermana bio potpuno ili djelomično uništen više od 8 puta u tako kratkom vremenskom razdoblju kada su amerikanci imali potpunu zračnu kontrolu bojnog polja.

## Oprema
Osnovno naoružanje ovog tenka je činio top kalibra 75 mm koji je mogao probiti oklop tenkova Panzer III i Panzer IV na zadovoljavajućoj udaljenosti dok je Tigrov Panzer VI oklop mogao probiti samo u bliskoj borbi s boka ili straga. Konstrukcijska greška Shermana je bila njegova laka zapaljivost u slučaju da bilo kakav projektil uspije probiti oklop. Zbog toga je prvobitni oklop od 50 mm povećan na 75 mm, ali ni to nije bilo dovoljno tako da kraj rata ovi tenkovi dočekuju ponižavajuće noseći na sebi vreće s pijeskom, čelične ploče od neprijateljskih tenkova kako bi smanjili mogućnost proboja vlastitog lošeg oklopa. Posebna inačica 'Jumbo' razvijena je s dodatnim oklopom kako bi predvodila oklopne kolone i služila kao mamac za protuoklopne topove.
Glavna prednost Shermana prema njemačkim tenkovima bila jednostavnost održavnja i mehanička pouzdanost što bi se teško moglo reći za grdosije od Panthera i Tigra a pogotovo Tigra II kojih je veliki broj morao biti napušten zbog kvarova i uništen zbog nemogućnosti popravka ili izvlačenja. 
Nasljednik ovog tenka koji je trebao uklonit većinu njegovih nedostatka izlazi tek krajem rata s imenom M26 Pershing.

### Prenamjene
Zbog velikog broja ovih tenkova od njega je napravljen i veliki broj promjena koje u stvarnosti nisu bile ništa drugo nego opcije prikačene na standardni tenk tako da se to samo se sebi ne može nazvat prenamjenom. Primjer toga je bio tenk koji kako se kreće udara lancima po zemlji ispred sebe da aktivira mine i slično.
Jedina konkretna prenamjena ovog tenka je bio protutenkovsko oklopno vozilo M10 koje je koristilo efikasniji 76mm (3 incha) top od Shermana. Za razliku od Njemačke SAD je tijekom ovog rata proizvodio protutenkovska vozila s kupolom tako da stvarne razlike između M10 i klasičnih tenkova nema.
Nakon što se top od 76mm pokazao nedostatnim, napravljeno je nova kupola s topom od 90mm, vozilo je dobilo oznaku M36. Svoju upotrebu doživjelo je i za vrijeme Domovinskog rata u kojem se koristilo kao samohodni top.

### Upotreba nakon rata
Pobjedom u Drugom svjetskom ratu SAD je ostvario opću dominaciju na svjetskom tržištu kako u mirotvornim stvarima tako i u tenkovima. Posljedica toga je da se ovaj neuspješni tenk našao u oružanim snagama svih nekomunističkih država, te u zemljama koje je podupirala SAD kao Jugoslavija. Sherman se uz opsežne izmjene posebno istakao u izraelskim tenkovskim postrojbama gdje je tijekom ratova 1967. i 1973. uspješno parirao mnogo modernijim sovjetskim tenkovima koje su upotrebljavale arapske države. Ta upotreba je trajala sve do 1989. godine kada Čile povlači svoje posljednje Shermane iz upotrebe. Ipak, u ratovima na području bivše Jugoslavije (posebno u Bosni od strane Armije BiH), neki su Shermani korišteni i do 1995. godine (Rat u BiH / Domovinski rat).

## Vanjske poveznice
|  | Zajednički poslužitelj ima još gradiva o temi M4 Sherman |

M4 Sherman u Drugoj Jugoslaviji